# Coppa del Mondo di sci alpino 2009
La Coppa del Mondo di sci alpino 2009 fu la quarantatreesima edizione della manifestazione organizzata dalla Federazione Internazionale Sci; ebbe inizio il 25 ottobre 2008 a Sölden, in Austria, e si concluse il 15 marzo 2009 a Åre, in Svezia. Nel corso della stagione si tennero a Val-d'Isère i Campionati mondiali di sci alpino 2009, non validi ai fini della Coppa del Mondo, il cui calendario contemplò dunque un'interruzione nel mese di febbraio.
In campo maschile furono disputate 36 delle 37 gare in programma (9 discese libere, 5 supergiganti, 8 slalom giganti, 10 slalom speciali, 1 combinata, 3 supercombinate), in 18 diverse località. Il norvegese Aksel Lund Svindal si aggiudicò sia la coppa di cristallo, il trofeo assegnato al vincitore della classifica generale, sia quella di supergigante; l'austriaco Michael Walchhofer vinse la Coppa di discesa libera, lo svizzero Didier Cuche quella di slalom gigante, il francese Jean-Baptiste Grange quella di slalom speciale e lo svizzero Carlo Janka quella di combinata. Bode Miller era il detentore uscente della Coppa generale.
In campo femminile furono disputate 34 delle 35 gare in programma (7 discese libere, 7 supergiganti, 8 slalom giganti, 9 slalom speciali, 3 supercombinate), in 16 diverse località. La statunitense Lindsey Vonn si aggiudicò sia la coppa di cristallo, sia quelle di discesa libera e di supergigante; la finlandese Tanja Poutiainen vinse la Coppa di slalom gigante, la tedesca Maria Riesch quella di slalom speciale e la svedese Anja Pärson quella di combinata. La Vonn era la detentrice uscente della Coppa generale.
Analogamente alle tre stagioni precedenti, in occasione delle finali di Åre fu disputata una gara a squadre mista, valida per l'assegnazione della Coppa delle Nazioni.

## Uomini

### Risultati
| Data             | Località               | Nazione     | Pista                          | Spec. | Primo                  | Secondo               | Terzo                           |
| ---------------- | ---------------------- | ----------- | ------------------------------ | ----- | ---------------------- | --------------------- | ------------------------------- |
| 26 ottobre 2008  | Sölden                 | Austria     | Rettenbach                     | GS    | Daniel Albrecht        | Didier Cuche          | Ted Ligety                      |
| 16 novembre 2008 | Levi                   | Finlandia   | Levi Black                     | SL    | Jean-Baptiste Grange   | Bode Miller           | Mario Matt                      |
| 29 novembre 2008 | Lake Louise            | Canada      | Men’s Olympic Downhill         | DH    | Peter Fill             | Carlo Janka           | Hans Olsson                     |
| 30 novembre 2008 | Lake Louise            | Canada      | Men’s Olympic Downhill         | SG    | Hermann Maier          | John Kucera           | Didier Cuche                    |
| 5 dicembre 2008  | Beaver Creek           | Stati Uniti | Birds of Prey                  | DH    | Aksel Lund Svindal     | Marco Büchel          | Erik Guay                       |
| 6 dicembre 2008  | Beaver Creek           | Stati Uniti | Birds of Prey                  | SG    | Aksel Lund Svindal     | Hermann Maier         | Michael Walchhofer              |
| 7 dicembre 2008  | Beaver Creek           | Stati Uniti | Birds of Prey                  | GS    | Benjamin Raich         | Ted Ligety            | Aksel Lund Svindal              |
| 12 dicembre 2008 | Val-d'Isère            | Francia     | La face de Bellevarde          | SC    | Benjamin Raich         | Jean-Baptiste Grange  | Marcel Hirscher                 |
| 13 dicembre 2008 | Val-d'Isère            | Francia     | La face de Bellevarde          | GS    | Carlo Janka            | Massimiliano Blardone | Gauthier de Tessières           |
| 19 dicembre 2008 | Val Gardena            | Italia      | Saslong                        | SG    | Werner Heel            | Didier Défago         | Patrik Järbyn                   |
| 20 dicembre 2008 | Val Gardena            | Italia      | Saslong                        | DH    | Michael Walchhofer     | Bode Miller           | Manuel Osborne-Paradis          |
| 21 dicembre 2008 | Alta Badia             | Italia      | Gran Risa                      | GS    | Daniel Albrecht        | Ivica Kostelić        | Hannes Reichelt                 |
| 22 dicembre 2008 | Alta Badia             | Italia      | Gran Risa                      | SL    | Ivica Kostelić         | Jean-Baptiste Grange  | Benjamin Raich                  |
| 28 dicembre 2008 | Bormio                 | Italia      | Stelvio                        | DH    | Christof Innerhofer    | Klaus Kröll           | Michael Walchhofer              |
| 6 gennaio 2009   | Zagabria Sljeme        | Croazia     | Crveni Spust                   | SL    | Jean-Baptiste Grange   | Ivica Kostelić        | Giuliano Razzoli                |
| 10 gennaio 2009  | Adelboden              | Svizzera    | Chuenisbärgli                  | GS    | Benjamin Raich         | Massimiliano Blardone | Kjetil Jansrud                  |
| 11 gennaio 2009  | Adelboden              | Svizzera    | Chuenisbärgli                  | SL    | Reinfried Herbst       | Manfred Pranger       | Felix Neureuther                |
| 16 gennaio 2009  | Wengen                 | Svizzera    | Lauberhorn Männlichen/Jungfrau | SC    | Carlo Janka            | Peter Fill            | Silvan Zurbriggen               |
| 17 gennaio 2009  | Wengen                 | Svizzera    | Lauberhorn                     | DH    | Didier Défago          | Bode Miller           | Marco Sullivan                  |
| 18 gennaio 2009  | Wengen                 | Svizzera    | Männlichen/Jungfrau            | SL    | Manfred Pranger        | Reinfried Herbst      | Ivica Kostelić                  |
| 23 gennaio 2009  | Kitzbühel              | Austria     | Streifalm                      | SG    | Klaus Kröll            | Aksel Lund Svindal    | Ambrosi Hoffmann                |
| 24 gennaio 2009  | Kitzbühel              | Austria     | Streif                         | DH    | Didier Défago          | Michael Walchhofer    | Klaus Kröll                     |
| 25 gennaio 2009  | Kitzbühel              | Austria     | Ganslern                       | SL    | Julien Lizeroux        | Jean-Baptiste Grange  | Patrick Thaler                  |
| 25 gennaio 2009  | Kitzbühel              | Austria     | Streif Ganslern                | KB    | Silvan Zurbriggen      | Ivica Kostelić        | Natko Zrnčić-Dim                |
| 27 gennaio 2009  | Schladming             | Austria     | Planai                         | SL    | Reinfried Herbst       | Manfred Pranger       | Ivica Kostelić                  |
| 31 gennaio 2009  | Garmisch-Partenkirchen | Germania    | Gudiberg                       | SL    | Manfred Mölgg          | Giorgio Rocca         | Reinfried Herbst                |
| 21 febbraio 2009 | Sestriere              | Italia      | Kandahar Banchetta             | GS    | Didier Cuche           | Stephan Görgl         | Benjamin Raich                  |
| 22 febbraio 2009 | Sestriere              | Italia      | Kandahar Banchetta             | SC    | Romed Baumann          | Julien Lizeroux       | Christof Innerhofer Carlo Janka |
| 28 febbraio 2009 | Kranjska Gora          | Slovenia    | Podkoren                       | GS    | Ted Ligety             | Didier Cuche          | Massimiliano Blardone           |
| 1º marzo 2009    | Kranjska Gora          | Slovenia    | Podkoren                       | SL    | Julien Lizeroux        | Giuliano Razzoli      | Felix Neureuther                |
| 6 marzo 2009     | Lillehammer Kvitfjell  | Norvegia    | Olympiabakken                  | DH    | Manuel Osborne-Paradis | Michael Walchhofer    | Aksel Lund Svindal              |
| 7 marzo 2009     | Lillehammer Kvitfjell  | Norvegia    | Olympiabakken                  | DH    | Klaus Kröll            | Michael Walchhofer    | Manuel Osborne-Paradis          |
| 8 marzo 2009     | Lillehammer Kvitfjell  | Norvegia    | Olympiabakken                  | SG    | annullata              | annullata             | annullata                       |
| 11 marzo 2009    | Åre                    | Svezia      | Olympia                        | DH    | Aksel Lund Svindal     | Didier Cuche          | Hans Olsson                     |
| 12 marzo 2009    | Åre                    | Svezia      | Olympia                        | SG    | Werner Heel            | Aksel Lund Svindal    | Christof Innerhofer             |
| 13 marzo 2009    | Åre                    | Svezia      | Olympia                        | GS    | Benjamin Raich         | Ted Ligety            | Didier Cuche                    |
| 14 marzo 2009    | Åre                    | Svezia      | Gästrappet                     | SL    | Mario Matt             | Julien Lizeroux       | Jean-Baptiste Grange            |

Legenda:

DH = discesa libera

SG = supergigante

GS = slalom gigante

SL = slalom speciale

KB = combinata

SC = supercombinata

### Classifiche

#### Generale

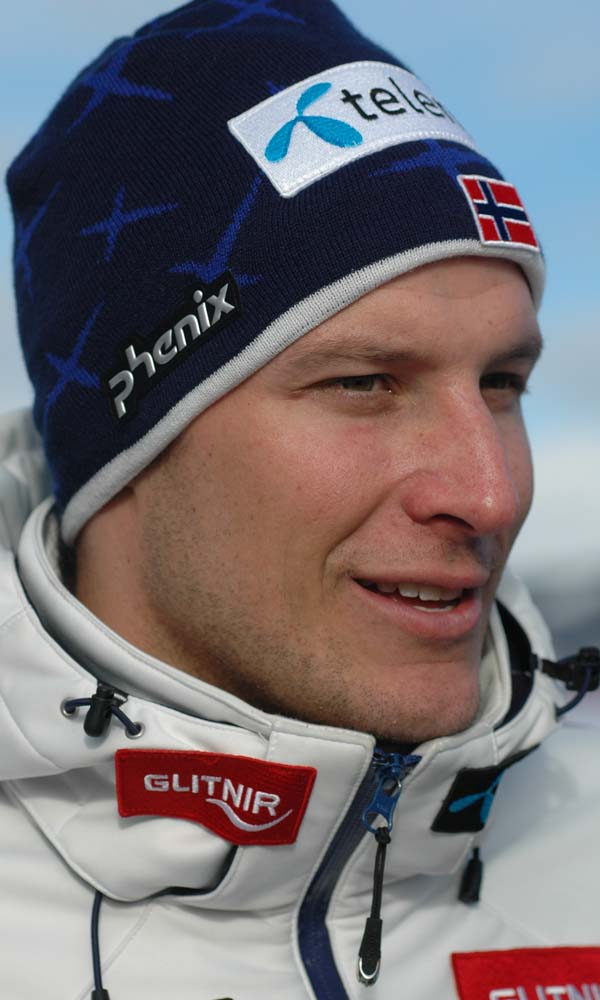
Aksel Lund Svindal nel 2008

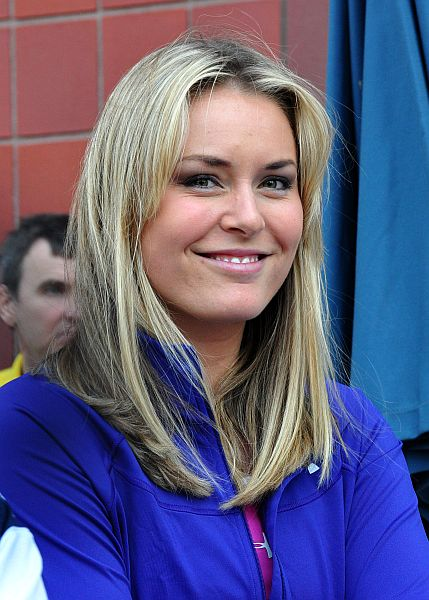
Lindsey Vonn nel 2010

| Pos. | Nome                 | Nazione     | Punti |
| ---- | -------------------- | ----------- | ----- |
| 1    | Aksel Lund Svindal   | Norvegia    | 1009  |
| 2    | Benjamin Raich       | Austria     | 1007  |
| 3    | Didier Cuche         | Svizzera    | 919   |
| 4    | Ivica Kostelić       | Croazia     | 891   |
| 5    | Jean-Baptiste Grange | Francia     | 887   |
| 6    | Didier Défago        | Svizzera    | 738   |
| 7    | Carlo Janka          | Svizzera    | 728   |
| 8    | Michael Walchhofer   | Austria     | 647   |
| 9    | Ted Ligety           | Stati Uniti | 598   |
| 10   | Peter Fill           | Italia      | 581   |

#### Discesa libera
| Pos. | Nome                   | Nazione  | Punti |
| ---- | ---------------------- | -------- | ----- |
| 1    | Michael Walchhofer     | Austria  | 470   |
| 2    | Klaus Kröll            | Austria  | 424   |
| 3    | Didier Défago          | Svizzera | 363   |
| 4    | Aksel Lund Svindal     | Norvegia | 356   |
| 5    | Manuel Osborne-Paradis | Canada   | 323   |

#### Supergigante
| Pos. | Nome                | Nazione  | Punti |
| ---- | ------------------- | -------- | ----- |
| 1    | Aksel Lund Svindal  | Norvegia | 292   |
| 2    | Werner Heel         | Italia   | 256   |
| 3    | Didier Défago       | Svizzera | 242   |
| 4    | Hermann Maier       | Austria  | 231   |
| 5    | Christof Innerhofer | Italia   | 168   |

#### Slalom gigante
| Pos. | Nome                  | Nazione     | Punti |
| ---- | --------------------- | ----------- | ----- |
| 1    | Didier Cuche          | Svizzera    | 474   |
| 2    | Benjamin Raich        | Austria     | 462   |
| 3    | Ted Ligety            | Stati Uniti | 421   |
| 4    | Massimiliano Blardone | Italia      | 325   |
| 5    | Aksel Lund Svindal    | Norvegia    | 260   |

#### Slalom speciale
| Pos. | Nome                 | Nazione | Punti |
| ---- | -------------------- | ------- | ----- |
| 1    | Jean-Baptiste Grange | Francia | 541   |
| 2    | Ivica Kostelić       | Croazia | 454   |
| 3    | Julien Lizeroux      | Francia | 419   |
| 4    | Manfred Pranger      | Austria | 415   |
| 5    | Reinfried Herbst     | Austria | 396   |

#### Combinata
| Pos. | Nome              | Nazione  | Punti |
| ---- | ----------------- | -------- | ----- |
| 1    | Carlo Janka       | Svizzera | 242   |
| 2    | Silvan Zurbriggen | Svizzera | 231   |
| 3    | Romed Baumann     | Austria  | 169   |
| 4    | Ivica Kostelić    | Croazia  | 166   |
| 5    | Benjamin Raich    | Austria  | 165   |

## Donne

### Risultati
| Data             | Località               | Nazione     | Pista                  | Spec. | Prima                       | Seconda                           | Terza                           |
| ---------------- | ---------------------- | ----------- | ---------------------- | ----- | --------------------------- | --------------------------------- | ------------------------------- |
| 25 ottobre 2008  | Sölden                 | Austria     | Rettenbach             | GS    | Kathrin Zettel              | Tanja Poutiainen                  | Andrea Fischbacher              |
| 15 novembre 2008 | Levi                   | Finlandia   | Levi Black             | SL    | Lindsey Vonn                | Maria Pietilä Holmner             | Maria Riesch                    |
| 29 novembre 2008 | Aspen                  | Stati Uniti | Lower Ruthie's         | GS    | Tessa Worley                | Tanja Poutiainen                  | Elisabeth Görgl                 |
| 30 novembre 2008 | Aspen                  | Stati Uniti | Lower Ruthie's         | SL    | Šárka Záhrobská             | Nicole Hosp                       | Tanja Poutiainen                |
| 5 dicembre 2008  | Lake Louise            | Canada      | Men’s Olympic Downhill | DH    | Lindsey Vonn                | Nadia Fanchini                    | Maria Riesch                    |
| 7 dicembre 2008  | Lake Louise            | Canada      | Men’s Olympic Downhill | SG    | Nadia Fanchini              | Andrea Fischbacher Fabienne Suter |                                 |
| 13 dicembre 2008 | La Molina              | Spagna      | Cerdanya               | GS    | Tanja Poutiainen            | Manuela Mölgg                     | Nicole Hosp                     |
| 14 dicembre 2008 | La Molina              | Spagna      | Cerdanya               | SL    | Maria Riesch                | Lindsey Vonn                      | Kathrin Zettel                  |
| 19 dicembre 2008 | Sankt Moritz           | Svizzera    | Corviglia              | SC    | Anja Pärson                 | Nicole Hosp                       | Fabienne Suter                  |
| 20 dicembre 2008 | Sankt Moritz           | Svizzera    | Corviglia              | SG    | Lara Gut                    | Fabienne Suter                    | Nadia Fanchini                  |
| 28 dicembre 2008 | Semmering              | Austria     | Panorama               | GS    | Kathrin Zettel              | Manuela Mölgg                     | Lara Gut                        |
| 29 dicembre 2008 | Semmering              | Austria     | Panorama               | SL    | Maria Riesch                | Tanja Poutiainen                  | Lindsey Vonn                    |
| 4 gennaio 2009   | Zagabria Sljeme        | Croazia     | Crveni Spust           | SL    | Maria Riesch                | Nicole Gius                       | Šárka Záhrobská                 |
| 10 gennaio 2009  | Maribor                | Slovenia    | Pohorje                | GS    | Tina Maze                   | Denise Karbon                     | Kathrin Hölzl                   |
| 11 gennaio 2009  | Maribor                | Slovenia    | Radvanje               | SL    | Maria Riesch                | Kathrin Zettel                    | Tanja Poutiainen                |
| 17 gennaio 2009  | Altenmarkt Zauchensee  | Austria     | Weltcupstrecke         | SC    | Lindsey Vonn                | Kathrin Zettel                    | Anja Pärson                     |
| 18 gennaio 2009  | Altenmarkt Zauchensee  | Austria     | Weltcupstrecke         | DH    | Dominique Gisin Anja Pärson |                                   | Lindsey Vonn                    |
| 23 gennaio 2009  | Cortina d'Ampezzo      | Italia      | Olimpia delle Tofane   | DH    | annullata                   | annullata                         | annullata                       |
| 24 gennaio 2009  | Cortina d'Ampezzo      | Italia      | Olimpia delle Tofane   | DH    | Dominique Gisin             | Lindsey Vonn                      | Anja Pärson                     |
| 25 gennaio 2009  | Cortina d'Ampezzo      | Italia      | Olimpia delle Tofane   | GS    | Kathrin Zettel              | Michaela Kirchgasser              | Elisabeth Görgl                 |
| 26 gennaio 2009  | Cortina d'Ampezzo      | Italia      | Olimpia delle Tofane   | SG    | Jessica Lindell Vikarby     | Anna Fenninger                    | Andrea Dettling                 |
| 30 gennaio 2009  | Garmisch-Partenkirchen | Germania    | Gudiberg               | SL    | Lindsey Vonn                | Maria Riesch                      | Maruša Ferk                     |
| 1º febbraio 2009 | Garmisch-Partenkirchen | Germania    | Kandahar               | SG    | Lindsey Vonn                | Anja Pärson                       | Jessica Lindell Vikarby         |
| 20 febbraio 2009 | Tarvisio               | Italia      | Di Prampero            | SC    | Maria Riesch                | Lindsey Vonn                      | Kathrin Zettel                  |
| 21 febbraio 2009 | Tarvisio               | Italia      | Di Prampero            | DH    | Gina Stechert               | Lindsey Vonn                      | Anja Pärson                     |
| 22 febbraio 2009 | Tarvisio               | Italia      | Di Prampero            | SG    | Lindsey Vonn                | Fabienne Suter                    | Tina Maze                       |
| 27 febbraio 2009 | Bansko                 | Bulgaria    | Banderiza              | DH    | Fabienne Suter              | Andrea Fischbacher                | Nadia Fanchini Lindsey Vonn     |
| 28 febbraio 2009 | Bansko                 | Bulgaria    | Banderiza              | DH    | Andrea Fischbacher          | Tina Maze                         | Fabienne Suter                  |
| 1º marzo 2009    | Bansko                 | Bulgaria    | Banderiza              | SG    | Lindsey Vonn                | Fabienne Suter                    | Tina Maze                       |
| 6 marzo 2009     | Ofterschwang           | Germania    | Ofterschwanger Horn    | GS    | Kathrin Zettel              | Elisabeth Görgl                   | Tanja Poutiainen                |
| 7 marzo 2009     | Ofterschwang           | Germania    | Ofterschwanger Horn    | SL    | Sandrine Aubert             | Frida Hansdotter                  | Nicole Hosp                     |
| 11 marzo 2009    | Åre                    | Svezia      | Olympia                | DH    | Lindsey Vonn                | Maria Riesch                      | Renate Götschl                  |
| 12 marzo 2009    | Åre                    | Svezia      | Olympia                | SG    | Lindsey Vonn                | Nadia Fanchini                    | Maria Riesch                    |
| 13 marzo 2009    | Åre                    | Svezia      | Gästrappet             | SL    | Sandrine Aubert             | Fanny Chmelar                     | Therese Borssén Šárka Záhrobská |
| 14 marzo 2009    | Åre                    | Svezia      | Olympia                | GS    | Tina Maze                   | Tanja Poutiainen                  | Manuela Mölgg                   |

Legenda:

DH = discesa libera

SG = supergigante

GS = slalom gigante

SL = slalom speciale

SC = supercombinata

### Classifiche

#### Generale
| Pos. | Nome               | Nazione     | Punti |
| ---- | ------------------ | ----------- | ----- |
| 1    | Lindsey Vonn       | Stati Uniti | 1788  |
| 2    | Maria Riesch       | Germania    | 1424  |
| 3    | Anja Pärson        | Svezia      | 1059  |
| 4    | Kathrin Zettel     | Austria     | 1046  |
| 5    | Tanja Poutiainen   | Finlandia   | 914   |
| 6    | Tina Maze          | Slovenia    | 852   |
| 7    | Fabienne Suter     | Svizzera    | 797   |
| 8    | Elisabeth Görgl    | Austria     | 755   |
| 9    | Nadia Fanchini     | Italia      | 714   |
| 10   | Andrea Fischbacher | Austria     | 697   |

#### Discesa libera
| Pos. | Nome               | Nazione     | Punti |
| ---- | ------------------ | ----------- | ----- |
| 1    | Lindsey Vonn       | Stati Uniti | 502   |
| 2    | Andrea Fischbacher | Austria     | 326   |
| 3    | Maria Riesch       | Germania    | 292   |
| 4    | Dominique Gisin    | Svizzera    | 291   |
| 5    | Nadia Fanchini     | Italia      | 276   |

#### Supergigante
| Pos. | Nome            | Nazione     | Punti |
| ---- | --------------- | ----------- | ----- |
| 1    | Lindsey Vonn    | Stati Uniti | 461   |
| 2    | Nadia Fanchini  | Italia      | 416   |
| 3    | Fabienne Suter  | Svizzera    | 408   |
| 4    | Anja Pärson     | Svezia      | 251   |
| 5    | Andrea Dettling | Svizzera    | 221   |

#### Slalom gigante
| Pos. | Nome             | Nazione   | Punti |
| ---- | ---------------- | --------- | ----- |
| 1    | Tanja Poutiainen | Finlandia | 508   |
| 2    | Kathrin Zettel   | Austria   | 501   |
| 3    | Tina Maze        | Slovenia  | 368   |
| 4    | Elisabeth Görgl  | Austria   | 333   |
| 5    | Manuela Mölgg    | Italia    | 301   |

#### Slalom speciale
| Pos. | Nome             | Nazione     | Punti |
| ---- | ---------------- | ----------- | ----- |
| 1    | Maria Riesch     | Germania    | 670   |
| 2    | Šárka Záhrobská  | Rep. Ceca   | 459   |
| 3    | Lindsey Vonn     | Stati Uniti | 440   |
| 4    | Tanja Poutiainen | Finlandia   | 406   |
| 5    | Sandrine Aubert  | Francia     | 325   |

#### Combinata
| Pos. | Nome            | Nazione     | Punti |
| ---- | --------------- | ----------- | ----- |
| 1    | Anja Pärson     | Svezia      | 205   |
| 2    | Lindsey Vonn    | Stati Uniti | 180   |
| 3    | Kathrin Zettel  | Austria     | 162   |
| 4    | Maria Riesch    | Germania    | 150   |
| 5    | Elisabeth Görgl | Austria     | 113   |

## Coppa delle Nazioni

### Risultati
| Data          | Località | Nazione | Pista   | Prima                                                                                     | Seconda                                                                                              | Terza                                                                              |
| ------------- | -------- | ------- | ------- | ----------------------------------------------------------------------------------------- | --- | ---------------------------------------------------------------------------------- |
| 15 marzo 2009 | Åre      | Svezia  | Olympia | Italia Nadia Fanchini Peter Fill Nicole Gius Werner Heel Daniela Merighetti Manfred Mölgg | Austria Andrea Fischbacher Elisabeth Görgl Marcel Hirscher Mario Matt Hannes Reichelt Kathrin Zettel | Svizzera Marc Berthod Didier Cuche Sandra Gini Lara Gut Carlo Janka Fabienne Suter |

### Classifiche
Le classifiche della Coppa delle Nazioni vengono stilate sommando i punti ottenuti da ogni atleta in ogni gara individuale e quelli assegnati nella gara a squadre.

#### Generale
| Pos. | Nazione     | Punti |
| ---- | ----------- | ----- |
| 1    | Austria     | 10740 |
| 2    | Svizzera    | 7786  |
| 3    | Italia      | 6374  |
| 4    | Francia     | 4670  |
| 5    | Stati Uniti | 4158  |

#### Uomini
| Pos. | Nazione     | Punti |
| ---- | ----------- | ----- |
| 1    | Austria     | 5982  |
| 2    | Svizzera    | 4238  |
| 3    | Italia      | 3626  |
| 4    | Francia     | 2771  |
| 5    | Stati Uniti | 1881  |

#### Donne
| Pos. | Nazione  | Punti |
| ---- | -------- | ----- |
| 1    | Austria  | 4758  |
| 2    | Svizzera | 3548  |
| 3    | Italia   | 2748  |
| 4    | Germania | 2550  |
| 5    | Svezia   | 2541  |